# India International 2002
Die India International 2002 im Badminton fanden vom 15. bis zum 18. August 2002 in Mumbai statt.

## Sieger und Platzierte
| Disziplin    | Gold                                              | Silber                                | Bronze                                             |
| ------------ | ------------------------------------------------- | ------------------------------------- | -------------------------------------------------- |
| Herreneinzel | Abhinn Shyam Gupta                                | Jakrapan Thanathiratham               | Nikhil Kanetkar                                    |
| Herreneinzel | Abhinn Shyam Gupta                                | Jakrapan Thanathiratham               | Lee Chong Wei                                      |
| Dameneinzel  | Salakjit Ponsana                                  | Aparna Popat                          | B. R. Meenakshi                                    |
| Dameneinzel  | Salakjit Ponsana                                  | Aparna Popat                          | Lee Yin Yin                                        |
| Herrendoppel | Jeremy Gan Gan Teik Chai                          | Ng Kean Kok Tan Bin Shen              | Stephen Foster Paul Trueman                        |
| Herrendoppel | Jeremy Gan Gan Teik Chai                          | Ng Kean Kok Tan Bin Shen              | Robert Blair Ian Palethorpe                        |
| Damendoppel  | Duanganong Aroonkesorn Kunchala Voravichitchaikul | Soratja Chansrisukot Salakjit Ponsana | Lee Yin Yin Woon Sze Mei                           |
| Damendoppel  | Duanganong Aroonkesorn Kunchala Voravichitchaikul | Soratja Chansrisukot Salakjit Ponsana | Jwala Gutta Shruti Kurien                          |
| Mixed        | Jaseel P. Ismail Manjusha Kanwar                  | Markose Bristow B. R. Meenakshi       | Jakrapan Thanathiratham Kunchala Voravichitchaikul |
| Mixed        | Jaseel P. Ismail Manjusha Kanwar                  | Markose Bristow B. R. Meenakshi       | Thirayu Laohathaimongkol Duanganong Aroonkesorn    |